# (285263) 1998 QE2
(285263) 1998 QE2 ist ein Asteroid vom Amor-Typ, der am 19. August 1998 von LINEAR entdeckt wurde. Am 31. Mai 2013 passierte er die Erde in 5,8 Millionen Kilometern Entfernung. Doppler-Radar-Beobachtungen in dieser Zeit zeigen einen Durchmesser von etwa drei Kilometern, eine zernarbte, kugelige Form mit leichtem Äquatorwulst, und einen etwa 750 Meter großen Begleiter mit einer Umlauf- und Rotationsperiode von 31,3 Stunden. Der mittlere Abstand auf der fast kreisförmigen, äquatorialen Bahn beträgt 6,2 km. Die photometrisch bestimmte Rotationsperiode des Hauptkörpers ist mit 4,75 Stunden ungewöhnlich lang. Die Oberfläche ist vergleichsweise dunkel und rötlich. Die aus dem Nahinfrarot-Spektrum ermittelte Temperatur lässt auf eine Albedo von 0,05 schließen.